# Potamophylax carpathicus
Potamophylax carpathicus är en nattsländeart som först beskrevs av Dziedzielewicz 1912.  Potamophylax carpathicus ingår i släktet Potamophylax och familjen husmasknattsländor. Inga underarter finns listade i Catalogue of Life.